# 방창석
방창석(1981년 2월 28일~)은 대한민국의 전 암벽등반 선수다.

## 경력
- 2010~2014 : 아디다스 테렉스팀 팀장
- 2010~2014 : 아디다스 클라이밍팀 팀장
- 2006 : TEAM764 팀장

## 수상
- 2009 제6회 전국카누슬라럼 및 용선카누마라톤대회 2위
- 2008 제5회 전국카누슬라럼 및 용선카누마라톤대회 1위
- 2008 국제울트라마라톤연맹 24시간 주 세계선수권대회 오픈 코스 3위
- 2008 전국모험레저3종경기대회 1위
- 2007 전국모험레저3종경기대회 2위
- 2007 양양설악컵국제울트라마라톤대회 20대 부문 1위
- 2007 제3회 광주시장배 전국패러글라이딩대회 3위

## 방송
- 국가가 부른다 (2013) - 진행